# Lac Cloutier
Le lac Cloutier est un lac situé à cheval sur la Municipalité de Saint-Alphonse-Rodriguez et la Municipalité de Sainte-Béatrix, situés dans la région administrative de Lanaudière, au Québec, au Canada. 

## Géographie
D'un périmètre de 10,7 km ce lac possède quatre îles : l'île Tellier, l'île Robert, l'île Longpré et l'île Weetet. Les trois premières sont habitées.

## Histoire
Le nom de cette étendue d'eau a été donné en mémoire de Zacharie Cloutier, employé de l'arpenteur M. Sullivan qui a travaillé dans le Canton de l’Augmentation de Kildare.
À la suite de l'acquisition d'une l’île le 5 septembre 1914 Sir Mathias Tellier a été le premier villégiateur à s’établir au lac Cloutier. L'île porte aujourd'hui son nom de famille.

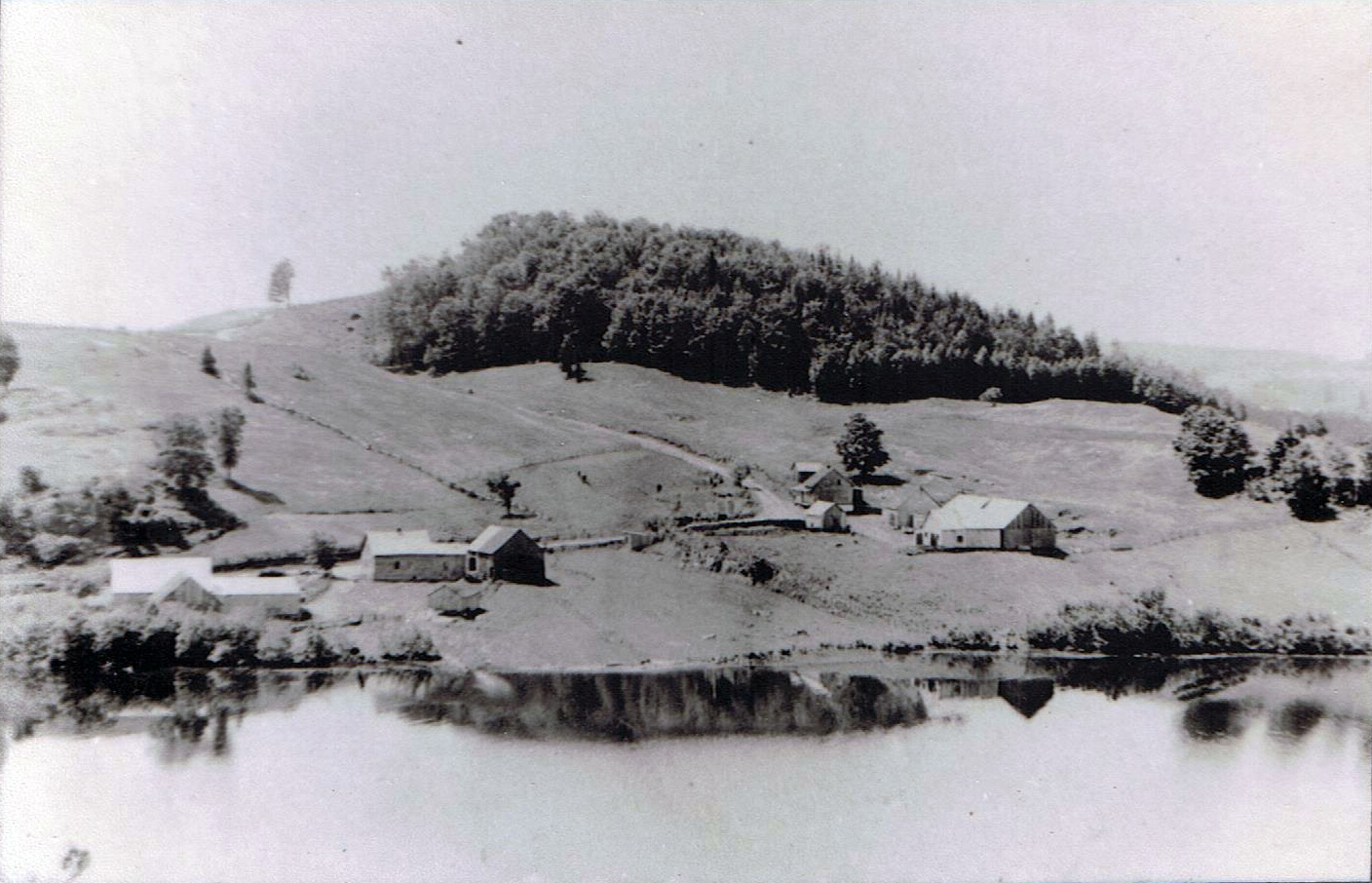
La pointe Nord-Est du lac Cloutier à Sainte-Béatrix en 1926. On y distingue les maisons ancestrales de la famille Arbour et de la famille Lajeunesse qui existent encore de nos jours.

## Hydrographie
Le lac fait partie du bassin versant de la rivière L'Assomption. Il est alimenté par le lac Loyer, lac Long, lac Stevens et se décharge dans le lac Miro. Ce dernier se déverse près du pont Versailles. 

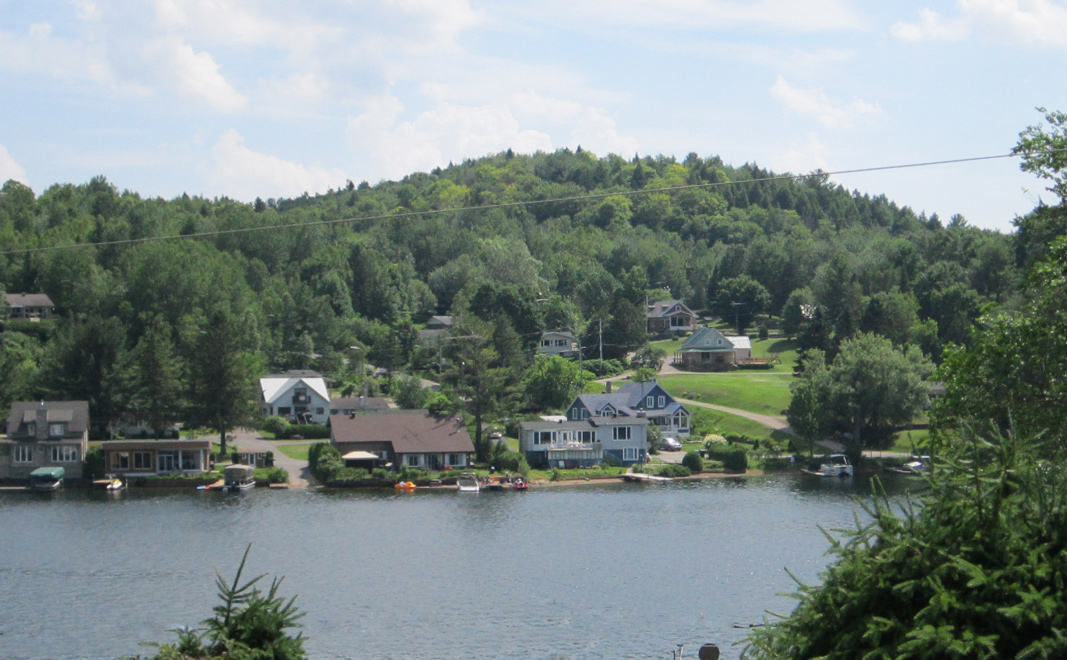
La pointe Nord-Est du lac Cloutier à Sainte-Béatrix en 2018.

## Écologie
Le Corégone, la Truite grise et la Truite mouchetée, abondantes dans les années 1940 ont disparu dans les années 1980.

## Hydroaérodrome
Transport Canada lieu d'identification (TC LID) CTC2

## Patinoire

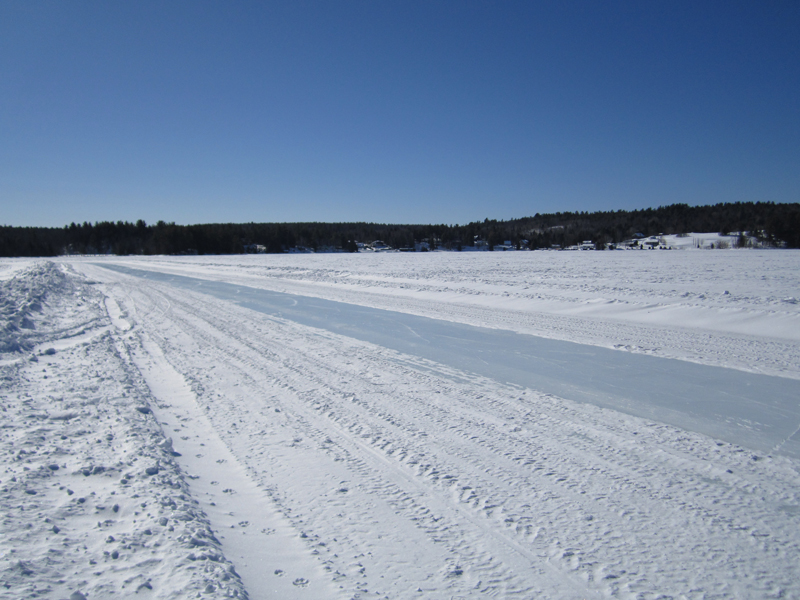
Patinoire du lac Cloutier

L'hiver une patinoire d'environ 8km y est aménagé.